# Aretas IV
Aretas IV Filopatris (arab. ‏الحارث‎, trb. Al-Hrs) – nabatejski król Petry od 9 p.n.e. do 40 n.e. Pod jego rządami Petra osiągnęła swój największy rozmiar. Był także teściem Heroda Antypasa oraz władcą Damaszku, gdy przebywał tam Paweł z Tarsu.

## Panowanie Aretasa IV
Jego pełny tytuł jaki widnieje na inskrypcjach brzmi „Aretas, Król Nabatejczyków, przyjaciel swego ludu.” Jako potężny sąsiad Judei, często brał udział w sprawach wewnętrznych tego kraju, wpływając na losy jej władców. Choć nie miał szczególnie dobrych relacji z Rzymem – co odzwierciedla jego tytuł, "przyjaciel swego ludu", który znajduje się w jaskrawej sprzeczności z powszechnie używanym φιλορώμαις („przyjaciel Rzymu”) i φιλόκαισαρ („przyjaciel cesarza”) – i chociaż dopiero po wielkich wahaniach August uznał go jako króla, wziął on udział w ekspedycji Warusa przeciwko Żydom zaraz po śmierci Heroda Wielkiego i przeznaczył znaczną część armii do dyspozycji rzymskim oficerom.  Wydaje się jednak, że jego stosunki z Żydami, lub przynajmniej z panującą rodziną stały się później bardziej przyjazne, tak że nawet Herod Antypas poślubił jego córkę Phasaelis. Związek ten był politycznie korzystny, gdyż chronił Pereę, transjordańskie terytorium Antypasa, przed najazdami arabskich nomadów. Następcą Aretasa został jego najstarszy syn, Malichus II.
W stolicy Petrze, ówczesny teatr mógł pomieścić aż 8.500 widzów. Królestwo nabatejskie za Aretasa IV osiągnęło największą ekspansję: na południu część północnej Hidżaz (powyżej Hegra), na zachodzie Półwysep Synaj i na północy Hauran.
Aretas IV pojawia się w powieści Lloyda C. Douglasa pt. Wielki Rybak.

## Wojna z Herodem Antypasem
Herod Antypas żył w małżeństwie z córką Aretasa IV od dłuższego czasu. Jednak gdy w 27 wpadł w zgubne zauroczenie do swojej bratowej, Herodiady, postanowił ją przenieść do swojego domu a oddalić córkę Aretasa. Gdy jego żona dowiedziała się o tym, postanowiła uciec do ojca, któremu opowiedziała o zamysłach Antypasa. Był to początek ich wzajemnej wrogości zaostrzony jeszcze sporem o granicę ziemi Gamalickiej. Pogorszenie stosunków między dwoma władcami doprowadziło do wojny na przełomie 36 i 37 roku. Obaj ściągnęli wojsko i rozpoczęli wojnę prowadzoną przez podległych im dowódców. Gdy doszło do bitwy, Herod Antypas utracił całe wojsko, gdyż został zdradzony przez zbiegów. Zostałby z pewnością obalony, gdyby nie ingerencja Rzymu. Było to wbrew rzymskim interesom by pozwolić na rozszerzenie potęgi Aretasa. Cesarz Tyberiusz rozkazał Lucjuszowi Witeliuszowi, namiestnikowi Syrii, aby ukarał Aretasa za jego niezależne działania. Witeliusz miał wszcząć z nim wojnę i bądź żywego i spętanego do niego przyprowadzić, bądź przesłać mu głowę zabitego. Zabrawszy dwa ciężkozbrojne legiony i pewną liczbę przynależnych żołnierzy lekkozbrojnych oraz jeźdźców przysłanych przez sprzymierzonych z Rzymianami królów, ruszył ku Petrze i dotarł do Ptolemaidy. Dalej wojsku kazał maszerować przez równinę Jezraelu. Ze względu jednak na śmierć cesarza (16 marca 37) Witeliusz odwołał z drogi wojsko i rozpuścił poszczególne oddziały na leże zimowe, przerywając tym samym akcję przeciwko Nabatejczykom.

## Aretas w Nowym Testamencie
W 39 namiestnik Damaszku za Aretasa próbował schwytać Pawła Apostoła, gdy ten zaczął zwiastować w synagogach Jezusa Chrystusa. Jako że Żydzi z Damaszku są wymienieni jako chcący zabić Pawła, jest bardzo prawdopodobne, że Aretas chciał dokonać próby pochwycenia Pawła na żądanie Żydów. Z tego wynika, że Żydzi musieli posiadać wpływy w królestwie Nabatejskim; inaczej Nabatejczycy byliby ostrożniejsi i unikaliby konfliktu z Pawłem, który miał obywatelstwo rzymskie.

### Opracowania
- Jewish Encyclopedia: ARETAS
- Bosak P.C., Postacie Nowego Testamentu. Słownik-konkordacja, Poznań – Pelplin 1996, s. 56.
- Geza Vermes: Kto był kim w czasach Jezusa. Warszawa: 2006, s. 49. ISBN 83-241-2481-0.